# Палтіну (Горж)
Палтіну (рум. Paltinu) — село у повіті Горж в Румунії. Входить до складу комуни Негомір.
Село розташоване на відстані 229 км на захід від Бухареста, 29 км на південь від Тиргу-Жіу, 67 км на північний захід від Крайови.

## Населення
За даними перепису населення 2002 року у селі проживали 319 осіб, усі — румуни. Усі жителі села рідною мовою назвали румунську.